# Випадок в тайзі
«Випадок в тайзі» — радянський кольоровий пригодницький художній фільм 1953 року, знятий режисерами Юрієм Єгоровим і Юрієм Побєдоносцевим. Прем'єра фільму відбулася 1 травня 1954 року.

## Сюжет
В сибірське промислове господарство зі столиці приїжджає молодий учений-зоолог Андрій Сазонов (Борис Бітюков) для впровадження розробленого ним методу розведення соболя. Андрій викриває кращого мисливця господарства Федора Волкова (Олександр Антонов) в браконьєрстві, і той іде з промгоспу. Сазонов опиняється в скрутному становищі.

## У ролях
- Римма Шорохова —  Олена Сєдих, молода спеціалістка-мисливствознавець
- Борис Бітюков —  Андрій Сазонов, молодий учений-зоолог
- Олександр Антонов —  Федір Волков, кращий мисливець району, бригадир
- Анатолій Кубацький —  Микита Степанович, мисливець-браконьєр
- Гомбожап Цидинжапов —  Богдуєв, голова промгоспу
- Муза Крепкогорська —  Катя Волкова, дочка Федора Волкова
- Іван Кузнецов — Долгушин, мисливець
- Цирен Шагжин — Уладай
- Петро Любешкін — Єгор Іванович
- Костянтин Немоляєв — Мефодій
- Валентина Бєляєва — Марія
- Найдан Гендунова — епізод
- Володимир Гуляєв — Яша
- Олена Максимова — дружина Микити Степановича
- Іван Рижов — мисливець
- Олександра Денисова — дружина Волкова
- Олександр Тімонтаєв — мисливець
- Євгенія Тен — Джагда Аниканова, мисливствознавець
- Апреліна Іванова — епізод
- Лхасаран Лінховоїн — мисливець

## Знімальна група
- Сценарист: Людмила Іванусьєва
- Режисери-постановники: Юрій Єгоров, Юрій Побєдоносцев
- Художній керівник: Сергій Герасимов
- Оператори-постановники: Жозеф Мартов, Ігор Шатров
- Композитор: Микола Будашкін